# Властелин колец: Две крепости (саундтрек)
«Властелин колец: Две крепости (саундтрек)» (англ. The Lord of the Rings: The Two Towers Soundtrack) — альбом саундтреков к киноленте «Властелин колец: Две крепости», увидевший свет в 2002 году. Длительность композиций составила 72 минуты 46 секунд, в издании с ограниченным тиражом 77 минут 9 секунд (добавлен трек «Farewell to Lórien»). В записи принимали участие Лондонский филармонический оркестр, Голоса Лондона, Лондонская школа ораторского искусства, Изабелла Байракдарян, Шейла Чандра, Бен Дель Маэстро, Элизабет Фрэйзер, Хилари Саммерс, Эмилиана Торрини.

## Список композиций
| №   | Название                                                       | Длительность |
| --- | -------------------------------------------------------------- | ------------ |
| 1.  | «Foundations of Stone»                                         | 3:51         |
| 2.  | «The Taming of Sméagol»                                        | 2:48         |
| 3.  | «The Riders of Rohan»                                          | 4:05         |
| 4.  | «The Passage of the Marshes»                                   | 2:46         |
| 5.  | «The Uruk-hai»                                                 | 2:58         |
| 6.  | «The King of the Golden Hall»                                  | 3:49         |
| 7.  | «The Black Gate Is Closed»                                     | 3:17         |
| 8.  | «Evenstar» (с Изабель Байракдарян)                             | 3:15         |
| 9.  | «The White Rider»                                              | 2:28         |
| 10. | «Treebeard»                                                    | 2:43         |
| 11. | «The Leave Taking»                                             | 3:41         |
| 12. | «Helm's Deep»                                                  | 3:53         |
| 13. | «The Forbidden Pool»                                           | 5:27         |
| 14. | «Breath of Life» (с Шейлой Чандра)                             | 5:07         |
| 15. | «The Hornburg»                                                 | 4:36         |
| 16. | «Forth Eorlingas» (с Беном Дель Маэстро)                       | 3:15         |
| 17. | «Isengard Unleashed» (с Элизабет Фрэйзер и Беном Дель Маэстро) | 5:01         |
| 18. | «Samwise the Brave»                                            | 3:46         |
| 19. | «Gollum's Song» (с Эмилианой Торрини)                          | 5:51         |
| 20. | «Farewell to Lórien» (с Хилари Саммерс)                        | 4:37         |